# Such György
Such György (Szarvas, 1960. december 15. –) magy közgazdász, újságíró, politikus, 2006–2010 között a Magyar Rádió (MR) elnöke.

## Életpályája
1979–1984 között a budapesti Marx Károly Közgazdaságtudományi Egyetemen tanult, s itt szerzett közgazdasági diplomát pénzügy szakon. 1984–1987 között az Ifjúsági Rendező Iroda gazdasági igazgatója, majd a Belkereskedelmi Kutatóintézet, 1987–1991 között pedig a Kopint-Datorg tudományos munkatársaként dolgozott. 1988–1995 között a Fidesz, 1988–1990 között az SZDSZ tagja volt. 1990-ben országgyűlési képviselő-jelölt volt. 1990–1993 között a Magyar Narancs publicisztikai rovatvezető szerkesztője volt. 1991–1994 között a Fidesz tanácsadója, elnöki kabinetfőnöke. 1994–1997 között a TV3 televíziócsatorna kereskedelmi és marketing igazgatója volt. 1998–1999 között a Magyar Hírlap főszerkesztő-helyettese, ezután 1999–2000 között a Magyar Televízió gazdasági és kereskedelmi alelnöke volt. 1999-ben egy éven át Hubert Humphrey-ösztöndíjasként média tanulmányokat folytatott az Amerikai Egyesült Államokban.
Miután hazatért, 2000–2001 között az Antenna Hungária tanácsadója, 2001-től online ágazatvezetője volt. 2002–2004 között az InfoRádió programigazgatója. 2004–2006 között saját tanácsadó cégében dolgozott. 2005 májusában jelölték először a MR elnökének, de akkor nem kapta meg az intézmény tulajdonosi kezelő testületének, a Magyar Rádió Közalapítvány kuratóriuma szavazataink 2/3-át. Egy éven át tartó intézményvezetői válság után az SZDSZ, a Fidesz és az MSZP megállapodott személyéről, így 2006. július 10-én – augusztus 1-jei hatállyal – a MR elnökévé választotta a kuratórium, de a döntés ellen annak két társadalmi delegáltja a Fővárosi Bírósághoz és az ügyészséghez fordult, s ezért csak október 31-én jegyezte be a cégbíróság. Megbízatása 2010. július 31-ig szólt. 
2011. február 1-jétől a Dialóg Filmstúdió Kft., a Hunnia Filmstúdió Kft. és az Objektív Filmstúdió Kft., február 15-től pedig a Budapest Filmstúdió Kft. ügyvezetőjévé nevezte ki a Magyar Nemzeti Vagyonkezelő Zrt. (MNV).
2013-tól az Országgyűlés hivatalának főigazgatója lett. 2016 és 2020-ban a Magyar Jégkorong Szövetség elnökének választották.

## Magyar Rádió elnöki tevékenysége
Egyik első intézkedéseként 2006. szeptember 17-én ő hozta nyilvánosságra a miniszterelnök beszédét, amely széleskörű társadalmi elégedetlenséget váltott ki. A tüntetés brutális leverése idején a Rádió udvarán dicstelen cselekmények zajlottak, amelyben Such szerepe máig tisztázatlan. Jelentős személycseréket hajtott végre az intézményben, új főszerkesztőket nevezett ki. Kitiltotta a jegyzet műfajt a rádió műsoraiból, így eltűntek Lovas István jegyzetei is.
2007 májusában megszüntette a 48 éve futó Szabó családot, mivel – indoklása szerint – „kevesen hallgatják, a Kádár-rendszer kisembereiről szól, megfáradt, irodalmi értéke pedig megkérdőjelezhető”. Szintén ekkor szüntette meg egy tollvonással a Magyar Rádió elektroakusztikus stúdióját, nemzetközi sikerrel működő avantgárd zenei műhelyt. Lefelezte a Magyar Rádió Kórusát, amely ebben a létszámban önerőből már nem képes addig ellátott nemzetközi feladatainak eleget tenni. A Bartók Rádióban, miután elbocsátotta a szerkesztők nagyobb részét, bevezette az ún. szelektort, amivel máig hatóan sikerült elszegényíteni a kulturális adó zenei választékát.
2007. június 1-jétől a Petőfi Rádiót a 18–39 éves korosztályt megcélzó könnyűzenei csatornává alakította, megszüntetve több sikeres régóta ott futó műsort, mint például a Kabarécsütörtököt, a „Körkapcsolás” c. sportközvetítést, a „Jó ebédhez szól a nótá”-t és a vízállásjelentést. A Kossuth Rádióból 38 év után műsorstruktúra-váltás címén a csak közép- és rövidhullámon fogható regionális műsorok csatornájára került át a „Ki nyer ma?” c. komolyzenei műveltségi vetélkedő.
Takarékosságra hivatkozva az 1400 dolgozóból 170 önként távozó után további 192-t elbocsátott 2007 júniusában, köztük Farkasházy Tivadart és Váradi Júliát, valamint az MR 1963-ban létrehozott könnyűzenei együttesét, a Stúdió 11-et. A Rádió étterme megszűnt, mert kiürült a komplexum.
2007 augusztusában arculatváltás miatt új neveket adott a rádió csatornáinak. Egy 2008. januári statisztika szerint az MR2 Petőfi Rádió az arculat és stílusváltás óta meghétszerezte hallgatói számát és így az ország legnagyobb zenei rádiójává nőtte ki magát. Tevékenysége alatt az MR pénzügyileg is nyereséges vált, 2010-ben kétmilliárd forintot tartalékolt bankbetétben. Ez annyit jelent, hogy a Bartók Rádió sorvasztásával párhuzamosan a Petőfi Rádió közszolgálati adóból haszonalapú kereskedelmi rádiót csinált - állami pénzen, ami versenyjogi szempontból kétes. 
2009-ben bejelentette, hogy menedzserszerződése alapján júliustól havi 9,4 millió forint javadalmazás illeti meg. A Magyar Rádió Közalapítvány elnöksége ezt vitatta és bírósághoz fordult. Such összesen 175 millió forintot követelt az MR-től.
2010-ben nem pályázta meg újra a pozíciót, a pályázat nélküli hosszabbítás lehetőségével sem kívánt élni. Utolsó munkanapján több általa kinevezett rádiós vezető is lemondott.
Távozása előtt egy titkos döntéssel 162 millió forint jutalmat osztott szét 51 rádiós között.

## Művei
Számos média- és kommunikációs témájú szakmai publikációja jelent meg.